# Marcus Wallenberg Jr.
Marcus "Dodde" Wallenberg Jr. RoKKMO (Estocolmo, 5 de octubre de 1899 – Estocolmo, 13 de septiembre de 1982), fue un banquero, gerente de negocios y miembro de la familia Wallenberg sueca. Fue el representante más influyente de la tradición industrial y de negocios sueca durante el siglo XX. Fue el CEO de Stockholms Enskilda Bank de 1946 a 1958 y durante medio siglo, desde principios de la década de 1930 hasta su muerte en 1982, dirigió y reconstruyó muchas de las empresas más grandes de Suecia. Durante la Segunda Guerra Mundial, Marcus, junto con Erik Boheman, fueron designados para llevar a cabo las negociaciones comerciales suecas.
Marcus Wallenberg tenía un gran interés por la vela y el tenis. Participó en las competiciones de vela de los Juegos Olímpicos de 1936 y fue un jugador de tenis de élite en Suecia. Recibió un doctorado honorario en tecnología del Real Instituto de Tecnología.
El historiador de negocios y autor sv lo describe como el banquero más poderoso de Europa en el siglo XX.

## Primera vida
Wallenberg nació el 5 de octubre de 1899 en Estocolmo, Suecia, hijo de Marcus Wallenberg y su esposa Amalia (de soltera Hagdahl) y hermano de Jacob Wallenberg. Pasó el studentexamen en 1917, se convirtió en oficial de reserva en 1919 y se graduó de la Escuela de Economía de Estocolmo en 1920. Wallenberg realizó estudios bancarios y tuvo varios trabajos en Ginebra, Londres, Nueva York, París y Berlín de 1920 a 1925. Wallenberg fue un ávido jugador de tenis y se convirtió en campeón sueco de tenis en interiores en 1920 y 1926.

## Carrera
Wallenberg se convirtió en director asistente de Stockholms Enskilda Bank en 1925 y fue vicepresidente y miembro del consejo allí desde 1927. Durante principios de la década de 1930, Wallenberg fue miembro del consejo de Järnvägs AB Stockholm–Saltsjön, AB Atlas Diesel, Investor AB, AB Diligentia, Rederi AB Tanker, ASEA, AB Elektro-Invest y Trafik AB Stockholm-Björknäs. También fue miembro del consejo de la Cámara de Comercio de Estocolmo. A fines de la década de 1930, fue presidente del consejo de AB Atlas-Diesel, AB Lauxein-Casco, Hults Bruks AB, Industri AB Furuplywood y Trafik AB Stockholm-Björknäs. Wallenberg también fue vicepresidente de Telefon AB L.M. Ericsson y miembro del consejo de AB Diligentia, Electro-Invest, AB Förenade Flygverkstäderna, AB Nordströms Linbanor, AB Scania-Vabis, AB Svenska Järnvägsverkstäderna, ASEA, Ericsson Telephones Limited, Järnvägs AB Stockholm–Saltsjön, Mexican Telephone and Telegraph Co., Plantagengesellschaft Clementina, Società Elettro-Telefónica Meridionale, Società Esercizi Telefonici y la Federación de Industrias Suecas (Sveriges Industriförbund). También fue presidente de la Asociación Sueca de Tenis (Svenska Lawntennisförbundet) y de la Asociación de Vela Havsörnarna.

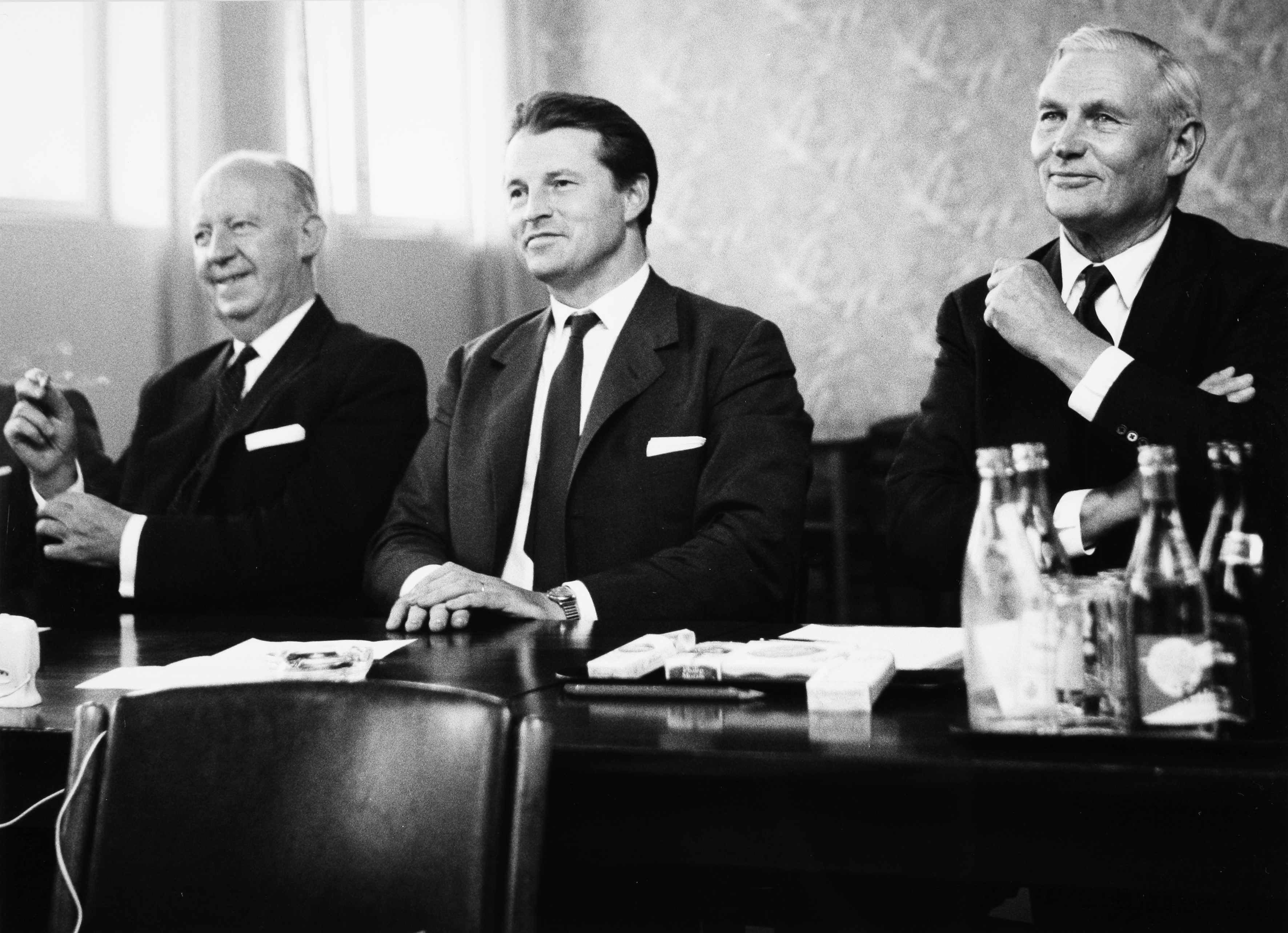
Wallenberg (derecha) junto con la junta directiva de SAS, años 60.

A mediados de la década de 1940, Wallenberg fue presidente de AB Atlas Diesel, Hults Bruks AB, Igelsta Trävaru AB, Järnvägs AB Stockholm–Saltsjön, Mexikandra Telefon AB y Max Sieverts Fabriks AB. Fue vicepresidente de Halmstad-Nässjö Järnvägs AB, Goodyear Gummi Fabrik AB, AB Papyrus, Svensk Interkontinental Lufttrafik AB, Telefon AB L.M. Ericsson y Yngeredsfors Kraft AB. Wallenberg también fue miembro del consejo de ASEA, Björneborgs Jernverks AB, AB Aerotransport, AB Diligentia, AB Elektro-Invest, AB Nordströms Linbanor, AB Scania-Vabis, AB Svenska Amerika Linien, AB Svenska Järnvägsverkstäderna, AB Svenska Maskinverken, AB Svenska Ostasiatiska Kompaniet, Stora Kopparbergs Bergslags AB, SAAB, Wifstavarfs AB, Banque d'État du Maro, Mexican Telephone & Telegraph Co., Federación de Industrias Suecas, Asociación de Banqueros Suecos (Svenska Bankföreningen), Comisión Nacional Sueca para Negocios Internacionales (Svenska nationalkommissionen för internationella näringsfrågor) y el Museo de Ciencia y Tecnología de Suecia.
Fue presidente de los representantes suecos en la Comisión Intergubernamental Permanente Sueco-Británica de 1939 a 1943 y miembro de la Comisión Intergubernamental Permanente Sueco-Británico-Estadounidense desde 1943 y de la Comisión Sueca para las negociaciones comerciales sueco-finlandesas de 1940 a 1944. También fue miembro del consejo de la Asociación Sueco-Inglesa (Svensk-Engelska Föreningen) y presidente de la Asociación Sueca de Tenis (Svenska Tennisförbundet) de 1934 a 1953. En 1946, Wallenberg se convirtió en CEO de Stockholms Enskilda Bank. Ocupó el cargo hasta 1958, cuando se convirtió en vicepresidente del consejo. Durante la década de 1950, fue presidente del consejo de AB Atlas Diesel, LM Ericsson, Scandinavian Airlines y la Asociación de Banqueros Suecos. Wallenberg fue miembro del consejo de ASEA (presidente desde 1956), Stora Kopparbergs Bergslags AB, Federación de Industrias Suecas (vicepresidente desde 1959, presidente de 1962 a 1964) y la Cámara de Comercio Internacional, así como presidente de su Comité Nacional Sueco desde 1951 hasta 1964 (presidente honorario desde 1964)[9]. También fue director general de la Cámara de Comercio Anglo-Sueca desde 1954. Wallenberg fue presidente del Royal Lawn Tennis Club (Kungliga Lawn Tennis Klubben) y se convirtió en presidente honorario de la Asociación Sueca de Tenis en 1953.
Wallenberg presidió la Asociación Sueca de Banqueros en dos ocasiones, de 1949 a 1951 y de 1955 a 1957. Además, fue presidente del Instituto de Investigación de Economía Industrial desde 1950 hasta 1975 (presidente honorario desde 1975). Ocupó la presidencia del Consejo de Federaciones Industriales Europeas (CEIF) de 1960 a 1963 y del Comité Asesor Empresarial e Industrial ante la OCDE (BIAC) de 1962 a 1964. Wallenberg fue miembro del Consejo de Planificación Económica (Ekonomiska planeringsrådet) de 1962 a 1964 y presidente de la Cámara de Comercio Internacional de 1965 a 1967.[9] Fue miembro del Comité Directivo del Grupo Bilderberg desde 1954 hasta su muerte en 1982. También formó parte de la junta directiva de la Fundación Knut y Alice Wallenberg[9] y de la Fundación Nobel. Wallenberg copresidió el Comité Consultivo Económico ICC-ONU/GATT de 1969 a 1971. En 1969, dejó el puesto de vicepresidente del Stockholms Enskilda Bank y se convirtió en presidente durante dos años, hasta 1971, cuando el banco se fusionó con Skandinaviska Banken para formar Skandinaviska Enskilda Banken. Wallenberg fue presidente de este banco desde 1972 hasta 1976.

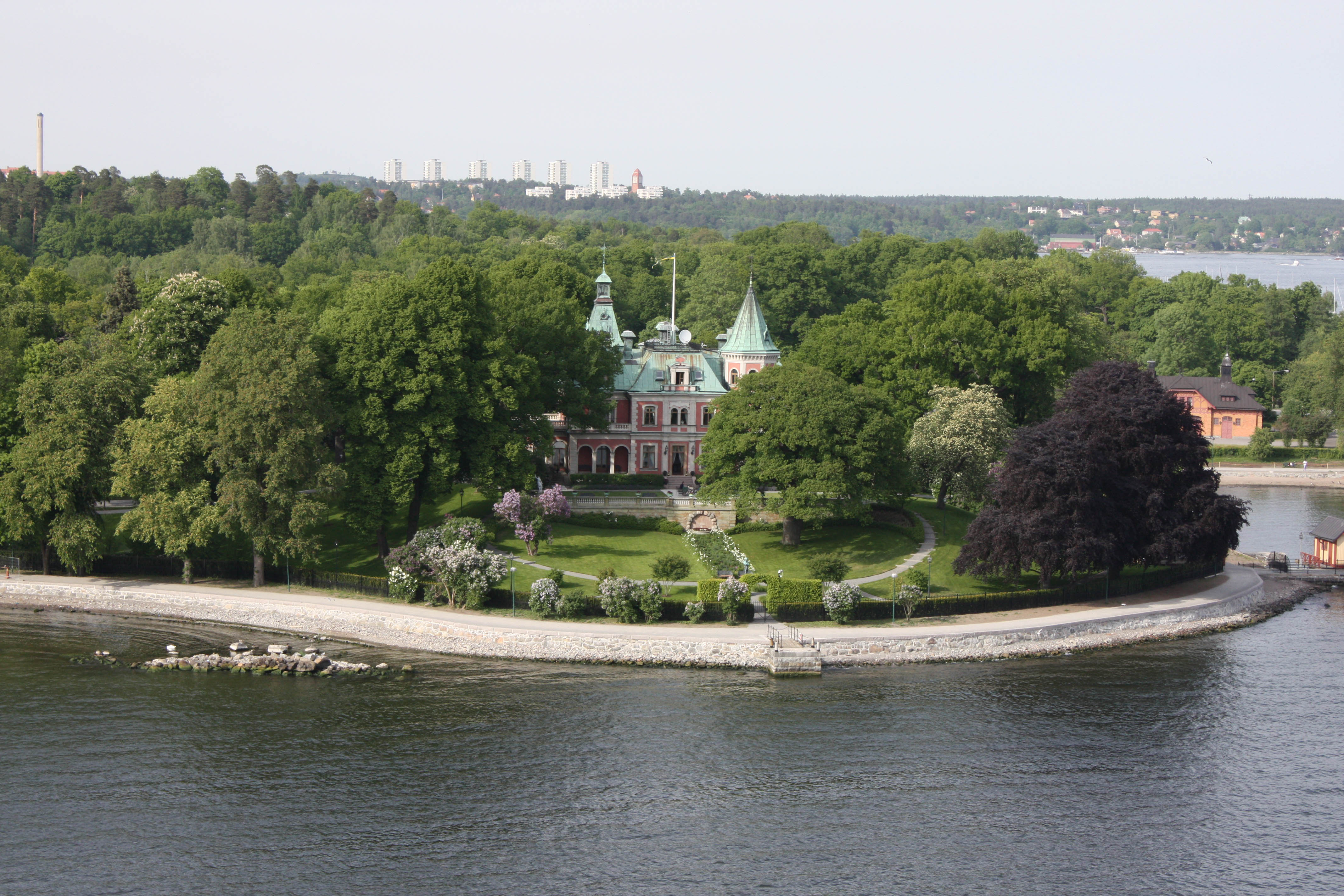
Villa Täcka Udden, residencia de Wallenberg desde 1978 hasta su muerte en 1982.

## Vida personal y muerte
Era padre de Marc Wallenberg (1924–1971; quien a su vez fue padre de Marcus Wallenberg), Peter Wallenberg Sr. (1926–2015) y Ann-Mari Wallenberg (1929–2019) en su primer matrimonio (1923–1935) con Dorothy Mackay (1900–1984) de Escocia, hija de Alexander C.A. Mackay y Edith Bums.En 1936 se casó con la Baronesa Marianne De Geer af Leufsta (nacida en 1893), hija del chambelán Barón Louis de Geer af Leufsta y la Baronesa Märtha Cederström.[6] Marianne había estado previamente casada con Carl Bernadotte af Wisborg.

## Muerte
Wallenberg falleció el 13 de septiembre de 1982 en su residencia, la Villa Täcka Udden en Djurgården, Estocolmo, después de haber estado enfermo desde principios de año. El funeral se celebró en la Iglesia de San Jaime en Estocolmo el 22 de septiembre. Las campanas de la Iglesia de Riddarholmen sonaron el llamado Serafimerringning porque Wallenberg era Caballero de la Orden Real del Serafín. Había construido un cementerio privado en Vidbynäs, en Södertörn, al sur de Estocolmo, que había sido la residencia de Wallenberg hasta la muerte de su esposa en 1978. Allí se enterró su urna junto a la urna que contiene las cenizas de su segunda esposa.

## Vida personal
El 14 de octubre de 1930, Wallenberg se casó con sv (nacida Natt och Dag; 14 de octubre de 1904 - 6 de enero de 1994), hija del teniente comandante Carl Natt och Dag y Emmy (de soltera Lundgren). Se conocieron en 1927 en una cena en la embajada sueca en París cuando ella estaba haciendo una gira de estudios por Europa con su madre y Marcus Wallenberg era banquero en París. Tuvieron un hijo y dos hijas.
Murió el 13 de septiembre de 1982 y fue enterrado en el cementerio Norra begravningsplatsen en Estocolmo. 

## Premios y condecoraciones

### Suecas
- Caballero y Comandante de la Real Orden de los Serafines (1974)[19]
- Comandante Gran Cruz de la Orden de la Estrella Polar (6 de junio de 1956)[20]
- Comandante de 1ª Clase de la Orden de la Estrella Polar (6 de junio de 1952)
- Comandante de la Orden de la Estrella Polar (6 de junio de 1942)[21]
- Comandante Gran Cruz de la Orden de Vasa (antes de 1962)[8]
- Comandante de 1ª Clase de la Orden de Vasa (6 de junio de 1945)[22]
- Comandante de la Orden de Vasa (6 de junio de 1939)[23]

### Extranjeras
- Gran Cruz de la Orden del León de Finlandia[8]
- 1ª Clase / Caballero Gran Cruz de la Orden del Mérito de la República Italiana (14 de junio de 1966)[24]
- Caballero Comandante de la Muy Excelente Orden del Imperio Británico[8]
- Comandante de 1ª Clase de la Orden de Dannebrog[8]
- Comandante con Estrella de la Orden de San Olaf[8]
- Comandante de 1ª Clase de la Orden de la Rosa Blanca de Finlandia[8]
- Comandante de 1ª Clase de la Orden del Águila Azteca[14]
- Gran Cruz de Caballero de la Orden del Halcón (15 de abril de 1935)[25]
- Comandante de la Orden de la Estrella de Rumania[26]
- 2ª Clase / Gran Oficial de la Orden del Mérito de la República Italiana (2 de junio de 1953)[27]
- Oficial de la Legión de Honor[14]

## Honores
- Doctorado honoris causa técnico, Estocolmo (1957)[8]
- Miembro de la Real Academia Sueca de Ciencias de la Ingeniería (1957)[8] (1er miembro honorario 1969)
- Doctor honoris causa en Economía, Estocolmo (1971)[28]
- Vuorineuvos (1973)[28]

## Otras lecturas
- Nylander, Gert; Goerdeler, Carl Friedrich; Wallenberg, Jacob; Wallenberg, Marcus (1999). German resistance movement and England: Carl Goerdeler and the Wallenberg brothers. Banking & enterprise, 1403-2198; 2. Estocolmo: Stift. för ekonomisk historisk forskning inom bank och företagande. LIBRIS 2819734.

- Segerstedt, Torgny T.; Rydberg, Sven; Skole, Robert; Gullers, K. W. (1982). Marcus Wallenberg: en bildberättelse [[Marcus Wallenberg: una biografía ilustrada]] (en sueco). Estocolmo: Norstedt. ISBN 91-1-823362-7. LIBRIS 7153592.

- Segerstedt, Torgny T.; Rydberg, Sven; Skole, Robert; Gullers, K. W. (1982). Marcus Wallenberg: a picture biography. Estocolmo: Gullers pictorial. ISBN 91-86440-02-0. LIBRIS 7758084.